# Kirill Dmitriëv
Kirill Aleksandrovitsj Dmitriev (Russisch: Кирилл Александрович Дмитриев) (Kiev, Oekraïense SSR, Sovjet-Unie, 12 april 1975) is een Russische CEO van het Russische investeringsfonds RDIF en een vertrouweling van de Russische president Poetin. 

## Biografie

### Jeugd
Kirill Dmitriëv werd in 1975 geboren in Kiev. Op zijn veertiende werd hij naar vrienden van zijn ouders in Californië gestuurd om daar te studeren. Hij studeerde aan de Stanford Universiteit waar hij cum laude een bachelor in economie behaalde. Hij vervolgde zijn opleiding aan Harvard Business School, waar hij het MBA- programma voltooide.

### Carrière
Dmitriëv werkte als investment banker bij Goldman Sachs in New York en als consultant bij McKinsey & Company in Los Angeles, Moskou en Praag, voordat hij in 2000 terugkeerde naar Rusland. Van 2002 tot 2007 was hij partner bij een private equity fonds. Van 2007 tot 2010 was hij CEO van Icon Private Equity.
Dmitriëv begeleidde o.a. de verkoop van DeltaBank aan General Electric, DeltaCredit Bank aan Société Générale.

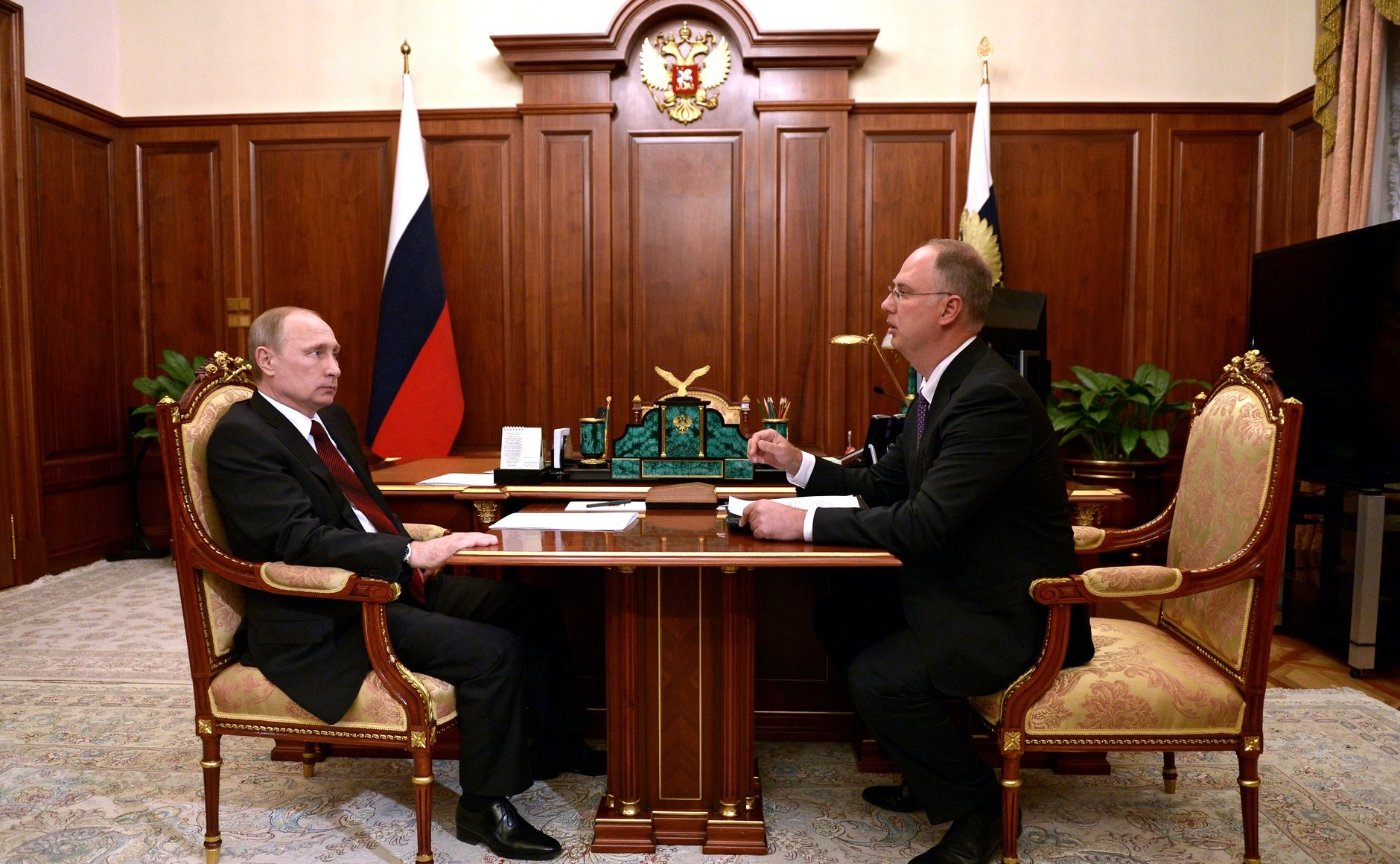
Dmitriëv met president Poetin in maart 2015

In 2011 werd hij benoemd tot CEO van het Russische investeringsfonds RDIF, een staatsinvesteringsfonds dat investeert in Russische bedrijven. Zijn missie werd omschreven als "het veranderen van het gezicht van het Russische kapitalisme " en het verminderen van de afhankelijkheid van de Russische economie van de olie-industrie door "de terughoudendheid van westerse investeringsfondsen te overwinnen, aangezien Rusland door velen wordt beschouwd als een land dat gekenmerkt wordt gezien als corrupt, vatbaar voor staatsinmenging en een rechtssysteem dat de wet van de jungle eerbiedigt".

#### De strijd tegen COVID-19
In 2020 richtte Kirill Dmitriëv zijn investeringsfonds RDIF op de bestrijding van het nieuwe coronavirus door te investeren in de meest veelbelovende oplossingen op het gebied van testen, medicijnen en vaccins: Spoetnik V.

#### Andere activiteiten
Het World Economic Forum selecteerde Dmitriëv als Young Global Leader en werd verkozen tot vicevoorzitter van de Russische Unie van Industriëlen en Ondernemers (RSPP).  In 2011 was hij de enige Russische staatsburger die door het tijdschrift Private Equity International werd uitgeroepen tot één van de honderd meest invloedrijke professionals op het gebied van private equity van het decennium.

#### Onderhandelingen Oekraïne
Half februari 2025 kwam Dmitriëvs naam bovendrijven bij de uitruil van de Amerikaanse docent Marc Fogel tegen de Russische witwas-crimineel Aleksandr Vinnik, waarbij ook de Saoedische kroonprins Bin Salman betrokken was. Trumps Midden Oosten-gezant Steve Witkoff sprak destijds lovende woorden over Dmitriëv: "Er is een gentleman in Rusland die Kirill heet en een belangrijke mediator was, die veel heeft gedaan om de twee kanten bij elkaar te brengen.” Met Dmitriëv, ook wel "Fixer van het Kremlin" genoemd, leek Poetin de man te hebben gevonden die een dergelijke deal kon smeden.

### Onderscheidingen

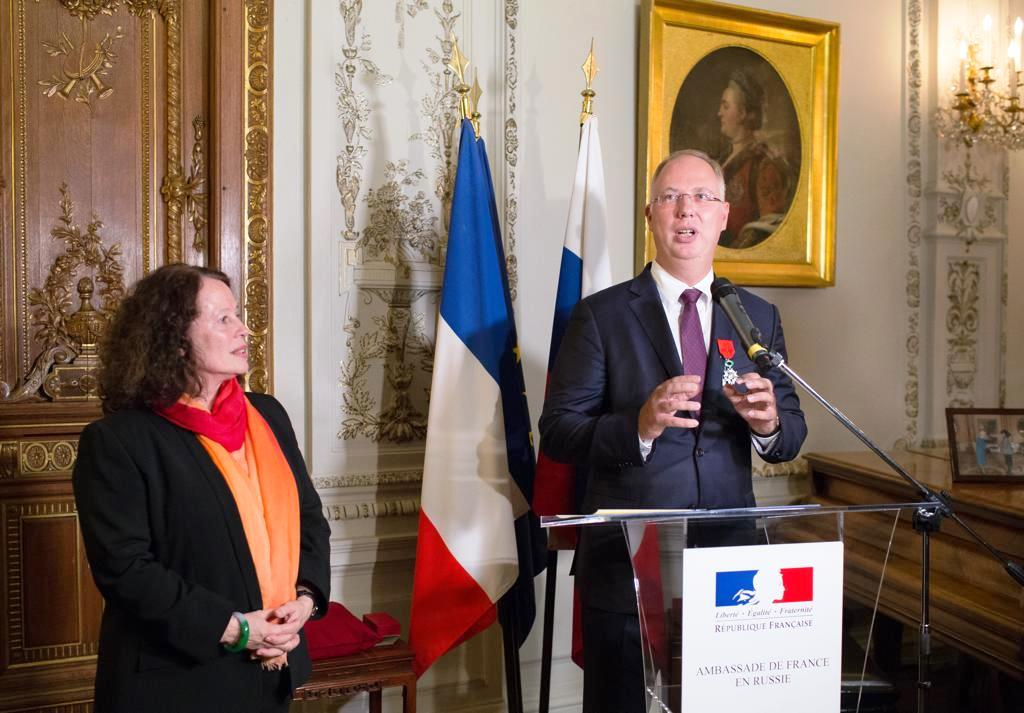
Toespraak bij de Franse ambassade in Moskou na het ontvangen van het Legioen van Eer

Hij ontving de Orde van Alexander Nevski (12 juni 2017), de Orde van Eer (16 april 2020) van de Russische Federatie.
Hij werd onderscheiden met de Ridder in de Nationale Orde van het Legioen van Eer (19 november 2018) voor zijn grote bijdrage aan de versterking van de samenwerking tussen Rusland en Frankrijk, de Orde van Verdienste van Koning Abdulaziz Tweede Klasse (5 oktober 2019) voor zijn bijdrage aan de versterking van de samenwerking tussen de Russische Federatie en Saoedi-Arabië, de Commandeur in de Orde van de Ster van Italië (14 mei 2020) voor zijn bijzondere verdiensten bij de ontwikkeling van vriendschappelijke betrekkingen en samenwerking tussen Italië en Rusland, en de Orde van Vriendschap van Kazachstan (20 december 2020) voor bijzondere verdiensten bij de ontwikkeling van vriendschappelijke betrekkingen en samenwerking tussen Kazachstan en Rusland.

## Persoonlijk leven
Dmitriev is getrouwd met Natalia Popova, oud studiegenoot en beste vriendin van Poetins jongste dochter Katerina Tichonova.

## Sancties
In februari 2022 werd Dmitriëv toegevoegd aan de sanctielijst van de Verenigde Staten omdat hij "verantwoordelijk is voor het actief ondersteunen en uitvoeren van acties en beleid die de territoriale integriteit, soevereiniteit en onafhankelijkheid van Oekraïne ondermijnen en bedreigen, evenals de stabiliteit en veiligheid in Oekraïne".